# 高黎贡羚牛
高黎贡羚牛（学名：Budorcas taxicolor taxicolor）也称贡山羚牛，一种分布于亚洲喜马拉雅山脉东部至、横断山脉、高黎贡山一带的羚牛亚种，是羚牛（Budorcas taxicolor）的指名亚种。

## 形态特征
高黎贡羚牛体长1.70～2.20米，雄性比雌性略大，肩高1.07～1.4米，体重150～350千克，尾长10～22厘米。身体颜色因年龄、性别、季节、地域、种群不同而不同。大部分呈深褐色或红棕色，夹杂有灰黄色。四肢、头部、颈部、尾部通常颜色较深，一般为黑色。